# Traité de Ganghwa

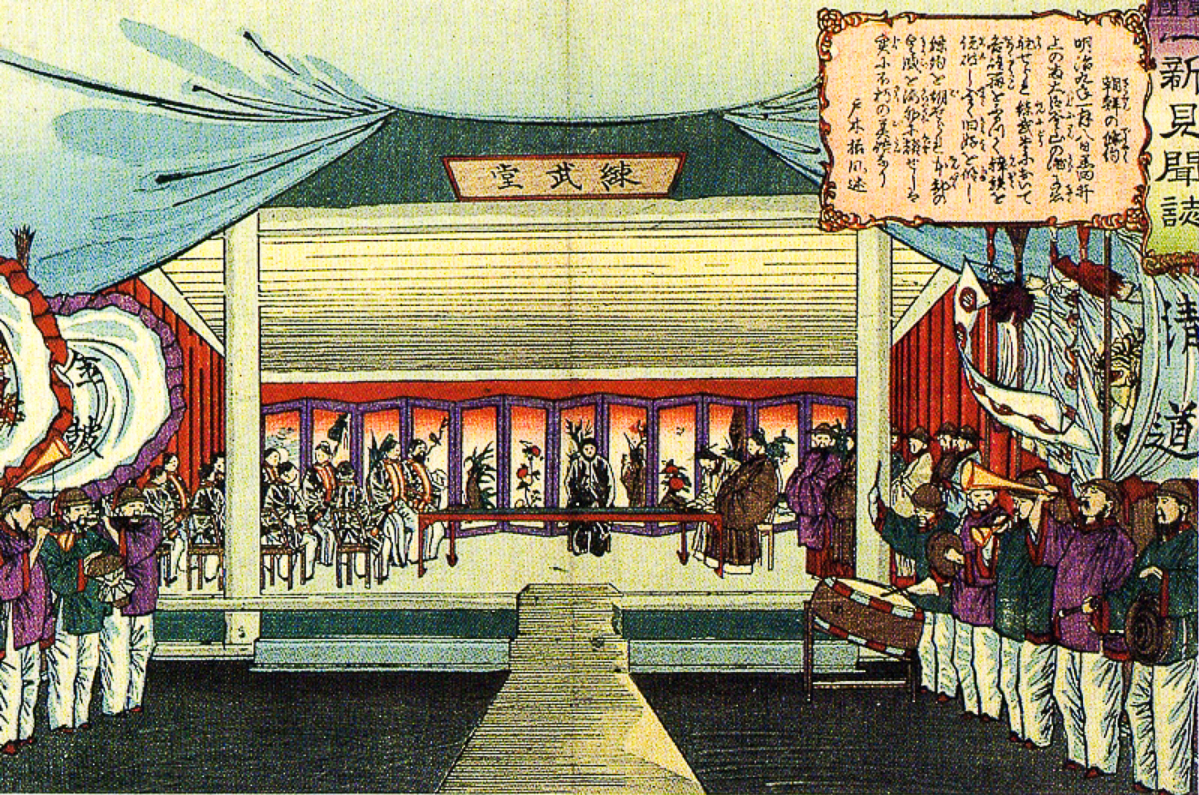
La signature du traité

Le traité de Ganghwa est le premier des traités inégaux signés par la Corée. Conclu le 26 février 1876 avec l'empire du Japon dans un fort de l'ile de Ganghwa, il est aussi appelé « traité d'amitié ». Modelé d'après la convention de Kanagawa, signée en 1854, entre le Japon et les États-Unis, il accorde aux citoyens japonais le bénéfice de l'extraterritorialité et l'ouverture au commerce de trois ports : Busan, Chemulpo (Incheon) et Wonsan. 

## Contexte
Dans les années précédentes, la Corée alors dirigée par le régent Daewongun menait une politique isolationniste stricte mais avait dû repousser des tentatives d'intimidation conduites par les Russes, les Français et les Américains des États-Unis.
De son côté, le Japon avait déjà été forcé de s'ouvrir en mars 1854, par le commodore Matthew Perry des États-Unis, utilisant la politique de la canonnière, avec la flotte des Navires noirs et obligeant le Japon à signer le traité inégal de la Convention de Kanagawa, signant par la même, la fin de l'ère Edo. En réponse, le pays avait entamé sa modernisation et voulait combattre l'influence des puissances impériales occidentales. Il commence également sa période impérialiste et expansionniste avec l'ère Meiji, période qui se termine à la fin de la Seconde Guerre mondiale.
Au début des années 1870, les Japonais ont tenté d'envoyer des délégations en Corée, mais celles-ci furent repoussées. En 1875, ils augmentent la pression et envoient des bateaux militaires surveiller les côtes coréennes. Le 20 septembre, des soldats tentent de débarquer devant un fort de l’île de Ganghwa, près de Séoul. Les Coréens ouvrent le feu, c'est l'incident de Ganghwa.

## Le traité

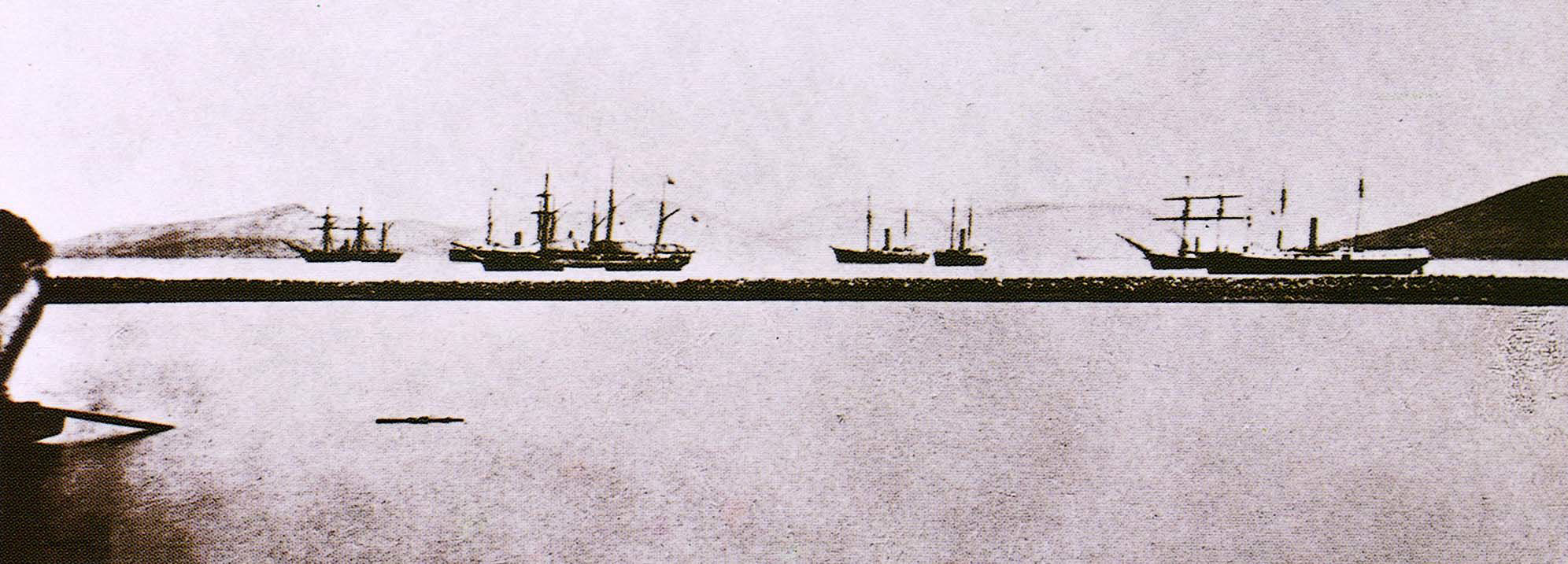
La flotte japonaise en chemin vers Ganghwa le 16 janvier 1876.

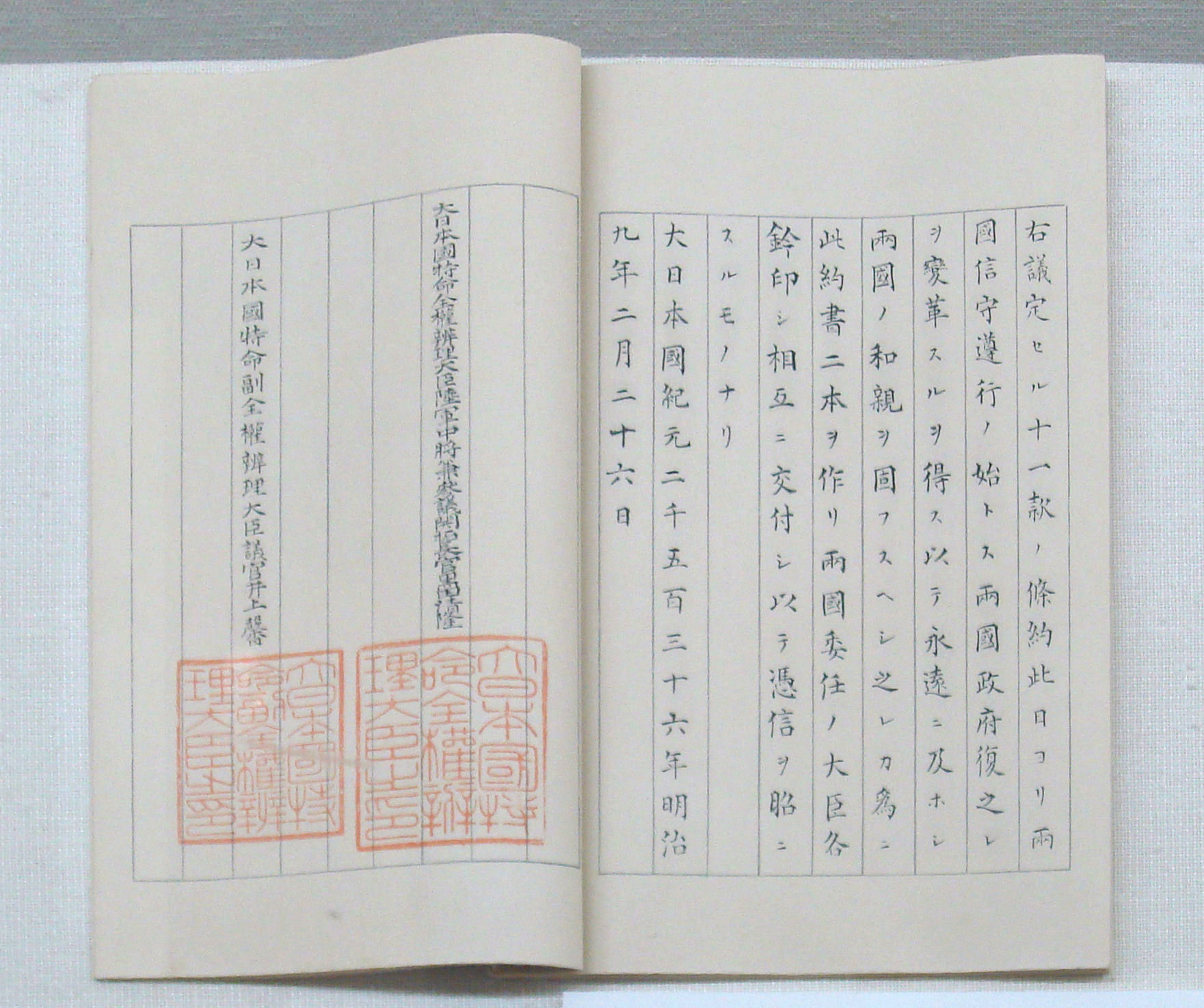
Le traité d'amitié de Ganghwa

En conséquence, le Japon envoie un négociateur avec une flotte de six bateaux pour obtenir des excuses et organise un blocus. Les négociations sont menées par Kuroda Kiyotaka, le gouverneur de Hokkaïdo et par Shin Heon pour le royaume coréen. Le gouvernement coréen accepte dans l'espoir de pouvoir importer des produits modernes et défendre le pays contre les invasions à venir. Ils aboutissent à un accord contenant les articles suivants :
- Article 1 : La Corée est un état indépendant jouissant des mêmes droits de souveraineté que le Japon. Jusqu'à cette date, la Corée était tributaire de la Chine, donc il s'agit essentiellement de la sortir de cette relation de vassalité.
- Article 2 :  La Corée et le Japon échangeront des délégués et maintiendront des délégations diplomatiques permanentes dans chaque pays.
- Article 3 : Le Japon utilisera le japonais et le chinois dans ses communiqués, la Corée n'utilisera que le chinois.
- Article 4 : Cet article abolit tous les accords existant entre la Corée et Tsushima, une île japonaise située près des côtes de la Corée qui servait jusqu'alors d'intermédiaire dans les relations entre les deux pays.
- Article 5 : Le port de Busan est ouvert au commerce avec les Japonais. Deux autres ports doivent être ouverts avant octobre 1877 ; ce seront Incheon et Wonsan.
- Article 6 : Cet article organise l'aide envers les bateaux en difficulté le long des côtes japonaises et coréennes.
- Article 7 : Tout navire japonais a le droit de procéder à des opérations de surveillance ou de cartographie le long des côtes coréennes.
- Article 8 : Les marchands japonais obtiennent le droit de s'installer, de commercer et de louer des bâtiments dans les ports ouverts.
- Article 9 : Cet article garantit la liberté de commercer sans restrictions ni ingérence gouvernementale.
- Article 10 : Les Japonais obtiennent le privilège de l'extraterritorialité : ils ne peuvent pas être poursuivis par le gouvernement local et peuvent donc commettre des crimes en relative impunité.

## Source de la traduction
- (de)/(en) Cet article est partiellement ou en totalité issu des articles intitulés en allemand « Japanisch-Koreanischer Freundschaftsvertrag » (voir la liste des auteurs) et en anglais « Japan–Korea Treaty of 1876 » (voir la liste des auteurs).